# Louisa Tollemache, 7.ª Condessa de Dysart
Louisa Manners Tollemache, 7.ª Condessa de Dysart, 7.ª Senhora Huntingtower (2 de julho de 1745 – Ham House, 22 de setembro de 1840) foi uma nobre e mecenas inglesa. Ela foi condessa de Dysart como sucessora do irmão. Foi casada com o político John Manners. Além do título, herdou as propriedades de Helmingham Hall e Ham House.

## Família
Louisa foi a segunda filha e quinta criança nascida de Lionel Tollemache, 4.º Conde de Dysart e de sua esposa, Grace Carteret.
Os seus avós paternos eram Lionel Tollemache, Senhor Huntingtower e Henrietta Cavendish, filha ilegítima de William Cavendish, 2.º Duque de Devonshire, e da atriz, Mary Heneage. Os seus avós maternos eram John Carteret, 2.º Conde Granville e Frances Worsley.
Ela teve quinze irmãos, mas apenas sete chegaram à idade adulta: Lionel Tollemache, 5.º Conde de Dysart, marido de Charlotte Walpole, e depois da morte dela, se casou com Magdalane Lewis; Frances, que se casou; Wilbraham Tollemache, 6.º Conde de Dysart, casado com Anna Maria Lewis; George, oficial da Marinha Real que se afogou numa viagem até Lisboa após cair do masto do navio HMS Modeste; Jane, cujo primeiro marido foi o major John Delap Halliday, e o segundo foi George David Ferry; John, marido de Bridget Henley e capitão do navio HMS Zebra que acabou sendo morto num duelo em Nova Iorque, e William, tenente do navio HMS Repulse, que acabou desaparecendo quando um ciclone tropical atingiu Bermudas.

## Biografia
Louisa se casou com John Manners, no dia 4 de setembro de 1765, quando ela tinha 20 anos, e ele, cerca de 35. John era o filho ilegítimo de William Manners de Croxton Park, em Leicestershire, membro do parlamento, e de sua amante, Corbetta Smyth. Os jovens fugiram para a Escócia de Ham House, tendo John jogado a chave da porta do jardim sobre o muro para impedir que Louisa retornasse. Mais tarde, segundo o pedido do pai dela, o casamento foi repetido, desta vez na Igreja de São Jaime, em Piccadilly.
Em 1772, John, que era membro do Parlamento para Newark, sucedeu ao pai, e herdou Hanby Hall, em Lincolnshire, além de uma propriedade na vila de Buckminster, em Leicestershire. Apesar disso, o casal, que teve dez filhos, passou a maior parte da vida juntos em Ham House, e também em Helmingham Hall.

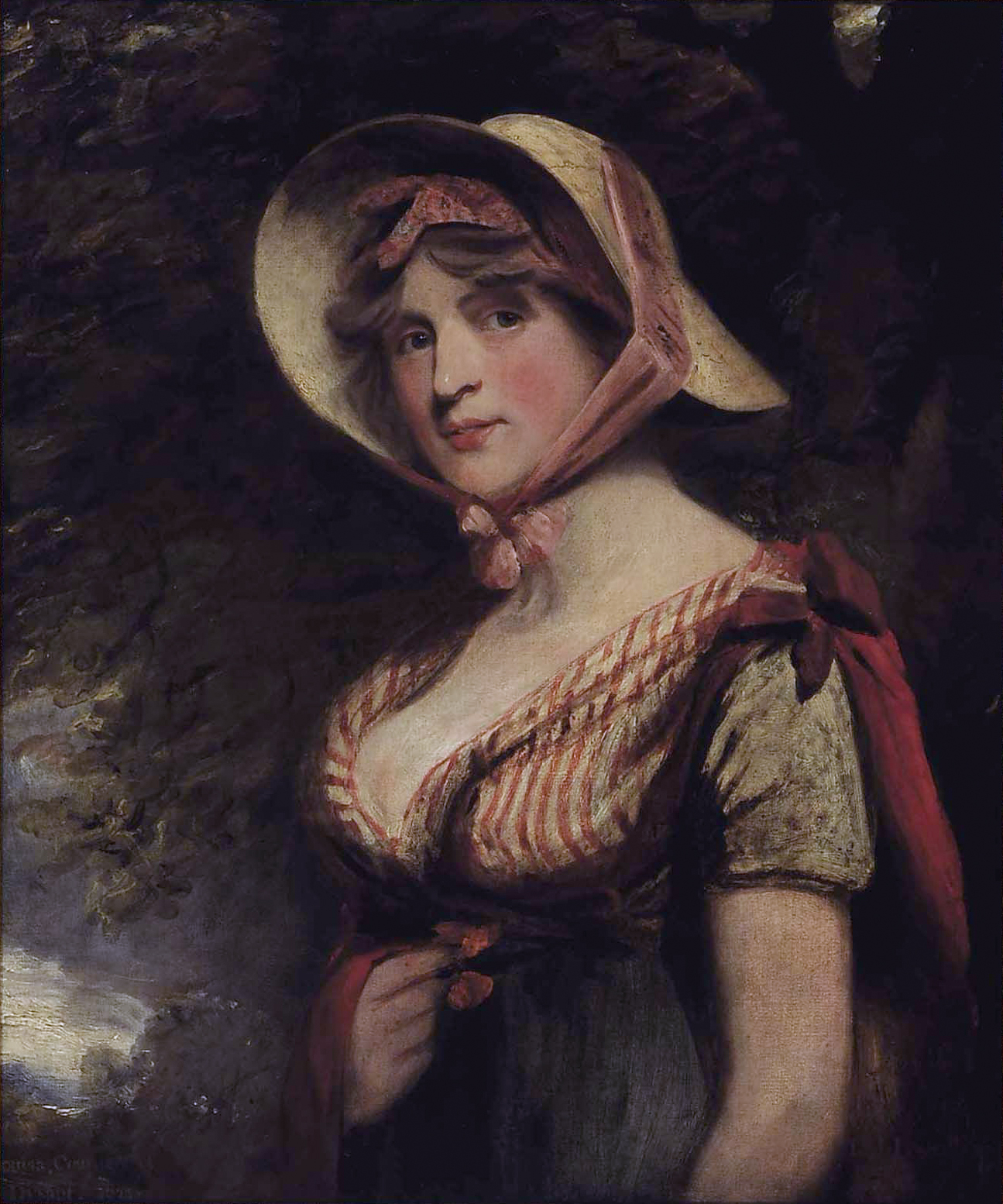
Retrato por John Constable, pintado de 1823 a 1825, inspirado no original por John Hoppner, que hoje faz parte da coleção do Fundo Nacional para Locais de Interesse Histórico ou Beleza Natural do Reino Unido.

John faleceu em 23 de setembro de 1792, e Louisa herdou do marido 30.000 acres de Buckminster, que foram incorporados à fortuna da família Tollemache.
Apenas em 9 de março de 1821, após a morte do irmão, o 6.ª conde de Dysart, sem herdeiros, Louisa, então com 75 anos, tornou-se a nova condessa de Dysart, um título do Pariato da Escócia, além de ter sucedido como a 7.ª senhora Huntingtower, em Perth. Todos os seus irmãos tinham morrido sem descendência, e sua irmã mais velha, Frances, também não tinha tido filhos. Portanto, a herança foi dividida entre a condessa e sua irmã mais nova, Jane; Louisa herdou Ham House e as propriedades vizinhas em Ham, em Petersham e Canbury, e Jane herdou Helmingham, Suffolk, Cheshire e Northants.
Em 30 de março de 1821, ela, junto a única filha solteira, Laura, além de seus filhos, John e Charles, foram autorizados por licença real a usar e portar o sobrenome e brasões dos Tollemache, no lugar do dos Manners.
A condessa de Dysart ficou cega durante os seus últimos anos, e faleceu em 22 de setembro de 1840, aos 95 anos, em Ham House, tendo retido suas faculdades mentaia até o fim. Ela foi enterrada, em 8 de outubro, no cemitério da Igreja de Santa Maria, na vila de Helmingham, em Suffolk. Ela foi sucedida pelo neto, Lionel Tollemache, 8.º Conde de Dysart.

## Legado
Um retrato de Louisa por Sir Joshua Reynolds foi gravado por Valentine Green, e outro por John Hoppner, no qual ela é representada como uma camponesa, também foi transformado em gravura. O retrato de Hoppner foi vendido pela quantia de 14.050 guinéus, em 27 de junho de 1901. Originalmente, a pintura pertencia à filha da condessa, Laura, tendo passado dela para a neta de Louisa, Maria Elizabeth, esposa de Charles Brudenell-Bruce, 1.º Marquês de Ailesbury, até chegar à posse da nora de Maria, Augusta Seymour, esposa do capitão Charles Bruce, cujo executores de seu testamento venderam a obra. 
Louisa foi uma mecenas importante de John Constable, e o recebia nas residências de Helmingham, Ham House, e de Londres, nas ruas de Pall Mall e Piccadilly. As cartas de Constable fazem várias referências à condessa. Ela também contratou o irmão dele, Golding, para servir como gamekeeper em Helmingham. Constable pintou cópias dos quadros de Reynolds e de Hoppner, incluindo um retrato de 1823. Outras obras derivativas provêm de Henry Bone, Charles Knight e de Richard Smythe.

## Descendência
- Laura Manners Tollemache (m. 11 de julho de 1834), casou-se com John Dalrymple, 7.º Conde de Stair, no entanto, como ele já era casado, o casamento foi anulado.[4][11]
- John Manners Tollemache (m. 13 de setembro de 1837), foi casado com Mary Bechinoe, mas não teve filhos;
- William Manners, Senhor Huntingtower (1766 – 11 de março de 1833), foi o 1.º baronete Manners, de Hanby Hall, em Lincolnshire. Foi casado com Catherine Rebecca Gray, com quem teve nove filhos;
- Catherine Sophia Manners (c. 1773 – 28 de maio de 1825), foi a primeira esposa de Sir Gilbert Heathcote, 4.° baronete Heathcote da Cidade de Londres, com quem teve três filhos;
- Maria Caroline Manners (1775 – 20 de dezembro de 1805), foi casada com James Duff, 4.º Conde Fife, mas não teve filhos;
- Charles Manners Tollemache (3 de janeiro de 1775 – 26 de julho de 1850), em 1821, mudou o sobrenome para Tollemache através de licença real. Sua primeira esposa foi Frances Hay, com quem teve três filhos, e sua segunda esposa foi Gertrude Florinda Gardiner, com quem teve sete filhos;
- Louisa Grace Manners (1777 – 19 de fevereiro de 1816), foi a segunda esposa de Aubrey Beauclerk, 6.º Duque de St Albans, com quem teve apenas um filho.